# Metal (àlbum)
Metal és el dotzè àlbum d'estudi del grup de thrash metal canadenc Annihilator, publicat l'any 2007.
El guitarrista Jeff Waters se'n cuida de tocar les dues guitarres i el baix, Dave Padden de les veus i Mike Mangini de la bateria (ja havia estat el bateria d'Annihilator en els àlbums Set the World on Fire, del 1993 i All For You, del 2004). A diferència dels anteriors àlbums de grup, a l'àlbum també hi participen diferents músics coneguts mundialment que apareixen a l'àlbum com a artistes invitats.
La idea de convidar a diferents músics d'altres grups de metal se li va acudir a Jeff Waters després que quan l'àlbum ja estava pràcticament acabat, el guitarrista del grup nord-americà Trivium, Corey Beaulieu va trucar a Waters i li va demanar que si encara l'àlbum no estava acabat si hi podia tocar un solo de guitarra. Waters va acceptar. En aquell mateix dia, Waters va parlar amb el guitarrista del grup suec Arch Enemy, Michael Amott i li va demanar que també toqués un dels solos del nou àlbum. I d'aquesta manera, Waters es va anar posant en contacte amb diferents músics per tal que toquessin diferents solos de l'àlbum Metal.
Tot i que la majoria de convidats són guitarristes que col·laboren amb un solo de guitarra, a l'àlbum també hi participa el cantant canadenc Danko Jones i la cantant Angela Gossow del grup Arch Enemy que canten a la cançó Couple Suicide. Tot i això, el cantant original, Dave Padden també participa en aquesta cançó però només com a veu secundària. Waters (com ja havia fet en els dos últims àlbums del grup) també canta en una de les cançons de l'àlbum, a Operation Annihilation.
A diferència de l'anterior àlbum del grup, Schizo Deluxe, l'àlbum té més varietat d'estil, ja que no només es limita a l'estil thrash sinó que també aborda altres estils dins del heavy metal.

## Cançons
1. "Clown Parade" (amb Jeff Loomis, guitarrista del grup Nevermore) - 5:14
2. "Couple Suicide" (amb Angela Gossow, cantant del grup Arch Enemy i Danko Jones) - 3:54
3. "Army of One" (amb Steve "Lips" Kudlow, guitarrista del grup Anvil) - 6:01
4. "Downright Dominate" (amb Alexi Laiho, guitarrista del grup Children of Bodom) - 5:13
5. "Smothered" (featuring Anders Björler, guitarrista del grup The Haunted) - 5:09
6. "Operation Annihilation" (amb Michael Amott, guitarrista del grup Arch Enemy) - 5:16
7. "Haunted" (amb Jesper Strömblad, guitarrista del grup In Flames) - 8:05
8. "Kicked" (amb Corey Beaulieu, guitarrista del grup Trivium) - 5:56
9. "Detonation" (amb Jacob Lynam, guitarrista del grup Lynam) - 3:54
10. "Chasing the High" (amb Willie Adler, guitarrista del grup Lamb of God) - 6:16

## Crèdits
- Jeff Waters - Guitarrista, baixista i cantant a la cançó Operation Annihilation
- Dave Padden - Cantant
- Mike Mangini - Bateria